# Miloslav Valouch (matematik)
Miloslav Valouch (20. srpna 1878 v Lazcích (dnes součást Olomouce) – 11. června 1952 v Praze) byl středoškolský učitel matematiky a fyziky, po roce 1918 sekční šéf odboru středních škol na ministerstvu školství ČSR a dlouholetý ředitel Jednoty československých matematiků a fyziků (JČMF). Je autorem celé řady vydání Logaritmických tabulek a podobných publikací, které byly ve své době významné.

## Život
Narodil se v rodině drobného řemeslníka a stolařského mistra Aloise Valoucha a Františky rozené Mayerové na olomouckém předměstí, kde měl jeho otec svou dílnu a vychovával další dva mladší syny Jindřicha (* 1881) a Vladimíra (* 1882).
Po absolvování obecné školy studoval na c. k. Gymnáziu slovanském v Olomouci a poté na Filosofické fakultě tehdejší Karlo-Ferdinandovy univerzity, studium absolvoval v roce 1900. Na studium si v podstatě sám vydělával jednak kondicemi a stenografováním, jednak pobíral podporu spolku Radhošť, podporujícího nemajetné studenty z Moravy. Po studiu působil nejprve jako suplující, posléze jaké řádný profesor na gymnáziích v Olomouci, Rokycanech a v Litomyšli. V roce 1902 se v Litomyšli oženil s Annou rozenou Uhlovou a v roce 1903 se jim narodil jediný syn – pozdější významný český fyzik Miloslav A. Valouch (fyzik). V roce 1909 byl c. k. zemskou školskou radou jmenován profesorem na Státní reálce v Praze Holešovicích-Bubnech (dnes ZŠ Strossmayerovo nám.) a s rodinou se přestěhoval do Prahy. Již během studií se stal členem JČMF (od roku 1896) a v roce 1915 byl poprvé zvolen jejím výkonným ředitelem, jímž zůstal až do období po 2. světové válce. V roce 1916 složil rigorózní zkoušky a získal doktorát PhDr.
Po převratu v roce 1918 byl povolán na Ministerstvo školství, kde působil na středoškolském odboru. Po nástupu odmítl platové povýšení s tím, že se v nové funkci zatím neosvědčil – tomu se museli přizpůsobit i jeho dva kolegové, dr. Bohumil Bydžovský (dobrovolně) a dr. Vilém Appelt (z donucení, což mu nikdy neodpustil). V ministerském úřadu se zasloužil o budování sítě středních škol v nové republice, zejména v pohraničí a na Slovensku. Od roku 1919 byl jako sekční šéf odboru členem prezidia ministerstva a stálým zástupcem ministerstva školství v parlamentu. Po volbách v roce 1926, kdy se ministrem stal agrárník Otakar Srdínko, pro něhož byla politická orientace důležitější než odborná zdatnost, byl Miloslav Valouch pod záminkou, že nemá právnické vzdělání, donucen k odchodu z ministerstva a když odmítl také různé nabízené „trafiky“ (např. místo ve Státní pojišťovně nebo post ředitele Státního nakladatelství), byl předčasně pensionován. V tisku tehdy vyšlo několik článků, pozastavujících se nad skutečností, že schopný a osvědčený úředník je dán do předčasné penze ve věku ani ne 50 let. Ministr Srdínko sice ve funkci dlouho nevydržel, ale prof. Valouchovi už se po předchozích tahanicích znovu nechtělo do prostředí silně ovlivňovaného politikařením a raději se nadále plně věnoval práci a činnosti v JČMF.
Po svém nuceném „odejití“ z Ministerstva školství sám rezignoval na funkci ředitele JČMF, ač mu do konce funkčního období zbýval víc než rok.[zdroj⁠?!] Zdůvodnil to tím, že s jeho odchodem z ministerstva jsou spojovány různé výklady, stavící jeho činnost do „divného světla“ a on, ač podle svého mínění se sebemenším způsobem ve své činnosti neprovinil proti svým úředním povinnostem ani morálním nebo občanským zásadám, cítí potřebu, aby byly znovu přezkoumány jeho vztahy k Jednotě a chce dát výboru i členům Jednoty možnost uvážit, zda má nadále jejich plnou důvěru a zda zájmy jednoty v této situaci nevyžadují nového ředitele.[zdroj⁠?!] Nastávající valná schůze ho však v ředitelské funkci jednoznačně podpořila. V roce 1921 byl zvolen čestným členem JČMF. Zasloužil se o rozvoj publikační činnosti Jednoty, na jeho popud zakoupila a vybudovala vlastní tiskárnu a vydavatelství Prometheus, kde vycházela řada odborných publikací a časopisů. Ve 30. letech za jeho vedení koupila JČMF dům v Žitné ul. č. 25, kde byly poté kromě ústřední kanceláře také prostory vydavatelství a tiskárny a vlastní knihkupectví a sídlila zde firma Fysma s.r.o., založená JČMF a vyrábějící různé vědecké přístroje a učební pomůcky pro výuku matematiky a fyziky (pravítka, trojúhelníky, úhloměry, křivítka, logaritmická pravítka apod.). Jednota přežila i obtížné období okupace a protektorátu, nakonec ale byla nucena prodat polovinu firmy Fysma soukromé osobě, jejímž zájmem byl především zisk a lukrativní výroba pro válečný průmysl.[zdroj⁠?!]
Z malých poměrů řemeslnické rodiny se vypracoval do poměrně vysokých funkcí úřednických i profesních, zůstala po něm řada odborných publikací, které napomáhaly vzdělávání několika generací. Osobně byl člověk skromný, nehledící na vlastní pohodlí a osobní prospěch.[zdroj⁠?!] Jeho výraznými vlastnostmi byla touha po poznání a pracovitost.[zdroj⁠?!] Měl vztah k umění, v Litomyšli byl např. členem a místopředsedou „Umělecké komise jednoty učitelské“. Pohřeb si přál mít co nejjednodušší, bez všech obřadů a jakékoliv oficiální účasti a se zveřejněním data pohřbu jen pro nejbližší příbuzné a přátele. Nad jeho rakví promluvil jeho dlouholetý přítel a kolega Bohumil Bydžovský. Urna s jeho popelem je uložena (spolu s urnou manželky Anny) v kolumbáriu hřbitova strašnického krematoria.

## Přínos
Bohatá byla publikační činnost Miloslava Valoucha. Již za studií přispíval do olomouckého časopisu Pozor, v Litomyšli redigoval časopis Týdeník a v Praze byl častým přispěvatelem Lidových novin. Během svého profesorského působení přeložil z řečtiny a vydal Archimédovy spisky „O měření kruhu“ (1903) a „Počet pískový“ (1904) a vydal „Přehled mathematiky“ a také své první „Logaritmické tabulky“ (1904). Toto své stěžejní dílo potom po celá život vylepšoval, upravoval a doplňoval a „Valouchovy tabulky“ se staly učební pomůckou mnoha generací studentů středních i vysokých škol až do doby rozšíření osobních kalkulaček v 70. letech. V letech 1910–1912 vydal M. Valouch učebnici Měřictví pro nižší třídy středních škol a v následujících meziválečných letech Pětimístné tabulky pro potřebu armády, Astronomické tabulky pro dělostřelectvo, Tabulky pro zeměměřiče pro setinné dělení úhlů a samozřejmě několik vydání Logaritmických tabulek. Od 30. let s ním při sestavování tabulek spolupracoval jeho syn Miloslav A. Valouch, působící jako profesor fyziky na pražské technice, který doplnil dílo o tabulky z oboru fyziky. Po válce byl Miloslav Valouch pověřen vedením Přírodovědeckého nakladatelství, později se stal jeho ředitelem a působil zde až do své smrti v roce 1952. Dlouholeté zásluhy Miloslava Valoucha o rozvoj JČMF byly oceněny v roce 1962, kdy byla vydána poštovní známka ke stému výročí založení JČMF s jeho portrétem.
Miloslav Valouch se vždy zajímal o veřejné dění a politiku, v mládí na něj silně působil T. G. Masaryk a stal se členem jeho České strany pokrokové. Během 1. světové války organizoval podpisovou akci na podporu „Manifestu českých spisovatelů“, požadujícího v roce 1917 sebeurčení českého národa, a spolupracoval s Přemyslem Šámalem, účastníkem protihabsburského odboje a členem Maffie. V té době se jako člen České státoprávní demokracie dostal do kroužku nespokojenců a vnitrostranické opozice kolem časopisu Demokratický střed a když později shledal marnost snah o nápravu poměrů ve straně, zanechal vší dosavadní politické činnosti. Přestože byl během svého působení na ministerstvu přemlouván sociálně-demokratickým ministrem Gustavem Habrmanem, který viděl jeho levicové a sociální zaměření, do jiné politické strany nevstoupil. Ve 30. letech se pokoušel najít uplatnění a realizaci svých sociálních a politických představ v řadách Svobodných zednářů a byl jedním ze zakládajících členů lóže 28. října. Po této politické kariéře je poněkud paradoxní, že po konci války již v roce 1945 vstoupil do KSČ – rozhodoval se mezi ní a sociální demokracií, ale tu však příliš dobře znal z doby svého působení na ministerstvu za ministrů Habrmana a Rudolfa Bechyněho. V politice se však už do konce života nijak mimořádně neangažoval.